# Sulpice de Bayeux
Pour les articles homonymes, voir Saint Sulpice.
Saint Sulpice (Sulpitius) est un évêque de Bayeux du IXe siècle.

## Biographie
Selon la légende, saint Sulpice serait originaire du village de Livry, où saint Gerbold, autre évêque de Bayeux, avait fondé un monastère au VIIe siècle, bien qu'aucun élément ne permette de valider ou réfuter ce lieu de naissance. Selon Hermant, il aurait succédé à Carveniltus comme évêque de Bayeux aux alentours de l'an 840. On sait peu de choses de son épiscopat. Alors qu'il visitait son diocèse ou se serait retiré dans la solitude à Livry, il aurait été mis à mort par les Danois lors des invasions vikings en France au milieu du IXe. Son corps aurait été dérobé par Simon, abbé de la Celles à Saint-Ghislain en Hainaut, de retour d'un pèlerinage au Mont-Saint-Michel, qui l'aurait amené dans l'abbaye de Saint-Ghislain. Les religieux de Saint-Ghislain auraient rendu une partie des reliques de saint Sulpice à l'abbaye Saint-Vigor-le-Grand en 1662.
Une commune du Calvados portait le nom de Saint-Sulpice. Elle fut rattachée à Saint-Vigor-le-Grand en 1856. La chapelle Saint-Sulpice de Livry aurait été bâtie à l'endroit où Sulpice fut massacré. Plusieurs fontaines auxquelles la tradition attribue à saint Sulpice des guérisons miraculeuses existaient dans le Calvados à Secqueville-en-Bessin, Livry et Maisoncelles-sur-Ajon.
Il est peu probable que Sulpice fut réellement évêque de Bayeux au moment de sa mort en 844 car l'épiscopat de saint Baltfride est attesté de 843 à 858. Son existence même n'est pas certaine, la chronologie des évêques de Bayeux n'étant que partiellement connue avant 843. Comme saint, il est fêté le 4 septembre.